# Ça se bouffe pas, ça se mange
Ça se bouffe pas, ça se mange est une émission de radio culinaire diffusée entre 1998 et 2008 sur France Inter, chaque samedi entre midi et treize heure. L'émission était présentée par Jean-Pierre Coffe pendant toute sa période de diffusion. 

## Caractéristiques
Ça se bouffe pas, ça se mange est une émission balayant tout le domaine de l'alimentation en France. D'abord émission culinaire et gastronomique, l'émission élargit le champ de ses sujets pour s’intéresser à l'alimentation de manière générale en 2006.
À partir de 2006, une équipe de collaborateurs spécialisés collabore avec Jean-Pierre Coffe à la préparation de l'émission.

## Historique
L'émission est lancée en 1998 sur France Inter. Elle est arrêtée en 2008 par la mise à la retraite de Jean-Pierre Coffe qui désapprouvera cette décision à l'antenne au cours de la dernière émission.
Isabelle Saporta prépare pendant plusieurs années l'émission. 
Sophie Ledoré participe à la préparation de certaines émissions de 2006 à 2008.

## Chroniqueurs
Périco Légasse collabore de 2005 à 2007 à l'émission.
Christian Ignace participe régulièrement à l'émission pendant les 10 ans de diffusion.

## Générique
Le générique est l'œuvre de Richard Lornac.